# Galibi
Galibi, ime kojim se danas označavaju potomci starih Kariba na sjevernom obalnom području Južne Amerike u Venezueli, Gvajani, Francuskoj Gvajani, Brazilu i Surinamu. Sami sebe nazivaju imenom Kali'na, Cariña, Kalihna ili Kalinya. Ime Galibi nosi i narod Galibi-Marworno ili Galibí do Uaça koji sebe ne identificiraju niti priznaju srodstvo s Kali'na Galibima, i miješani su s Portugalcima u Brazilu.
Galibi-Marworno ili Galibí do Uaça prema lokalitetu sebe nazivaju mun Uaçá "narod iz Uaçá-e". Naziv Galibi do Oiapoque označavava pleme Kali'na (Kalinã) s rijeke Oiapoque u Francuskoj Gijani, dok ih u Brazilu nazivaju Galibi. 
Svoj karipski jezik nazivaju Kari’na auran.